# ZARD BEST The Single Collection〜軌跡〜
ZARD BEST The Single Collection 〜軌跡〜是ZARD的第一張最佳專輯。CD代碼
為JBCJ-1023。

## 概要
- ZARD的首張官方精選專輯，只收錄了Oricon排行榜上的第一名或第二名單曲[1]。儘管標題是精選合集，但是與上述不一樣概念的出道作《Good-bye My Loneliness》、在電視節目MUSIC STATION首次露面演唱的《擁抱不眠之夜》等等諸如此類的早期作品沒有被收入這張精選專輯。另外，这是唯一收录ZARD第14张单曲A面的《Just believe in love》的精選專輯。

- 這次精選專輯有附送兩種類型的小冊子。 在第一版中，只有兩張坂井泉水的照片是在國外拍攝的，其余都是海景照片。在後來的版本中，大部分的照片都是坂井泉水的寫真。

- 此精選輯發行日為1999年5月28日，是星期五，這對Oricon的銷售量來說不是個好日子，[2]在首發時創下了銷量超過130萬張的銷量的紀錄，第一次銷量在首周就達到了上百萬張。第二週總銷量達到200萬張，成為長銷品，最終銷量超過300萬張，成為ZARD單曲、專輯銷量最高的作品。2007年坂井泉水去世時再次上榜[3]。

## 収録曲
| CD       | CD                                                          | CD                  | CD                 | CD      |
| 曲序     | 曲目                                                        | 作曲                | 编曲               | 时长    |
| -------- | ----------------------------------------------------------- | ------------------- | ------------------ | ------- |
| 1.       | 别认输                                                      | 織田哲郎            | 葉山武             | 3:44    |
| 2.       | 你不在                                                      | 栗林誠一郎          | 明石昌夫           | 3:55    |
| 3.       | 摇摆的想念                                                  | 織田哲郎            | 明石昌夫           | 4:25    |
| 4.       | 无尽的梦想（歌：ZYYG・REV・ZARD＆WANDS featuring 長嶋茂雄） | 出口雅之            | 明石昌夫           | 4:47    |
| 5.       | 再多些 再多一些...                                          | 栗林誠一郎          | 明石昌夫           | 4:45    |
| 6.       | 肯定无法忘怀                                                | 織田哲郎            | 明石昌夫           | 4:02    |
| 7.       | 即使悠游在愛裡疲憊不堪                                      | 織田哲郎            | 明石昌夫           | 4:14    |
| 8.       | 明明離你那麼的近                                            | 栗林誠一郎          | 明石昌夫・池田大介 | 5:31    |
| 9.       | Just believe in love                                        | 春畑道哉（TUBE）    | 葉山武             | 5:25    |
| 10.      | 看不見愛                                                    | 小澤正澄（PAMELAH） | 葉山武             | 4:00    |
| 11.      | MY FRIEND                                                   | 織田哲郎            | 葉山武             | 4:19    |
| 12.      | 敞開心扉                                                    | 織田哲郎            | 池田大介           | 4:05    |
| 13.      | 永遠（Intro Piano Version）                                 | 德永晓人            | 德永晓人           | 3:42    |
| 14.      | 轉動命運之輪（Re-mix Version）                              | 栗林誠一郎          | 池田大介           | 5:15    |
| 总时长： | 总时长：                                                    | 总时长：            | 总时长：           | 1:02:09 |

## 收錄曲
- 坂井泉水負責以下所有歌曲作詞工作。只是，第四首《無盡的夢想》是與WANDS上杉昇一同創作歌詞。

1. 別認輸
作曲：織田哲郎　編曲：葉山武
  - 第六張單曲。ZARD最暢銷單曲。
2. 你不在
作曲：栗林誠一郎　編曲：明石昌夫
  - 第七張單曲。
3. 搖擺的想念
作曲：織田哲郎　編曲：明石昌夫
  - 第八張單曲。已重新錄製、大黑摩季的和音變得更加細緻。
4. 無盡的夢想
作曲：出口雅之　編曲：明石昌夫
  - 【ZYYG,REV,ZARD&WANDS featuring 長嶋茂雄】合唱。
5. 再多些 再多一些...（日语：...）
  - 第九張單曲。
6. 肯定無法忘懷
作曲：織田哲郎　編曲：明石昌夫
  - 第十張單曲。
7. 即使悠游在愛裡疲憊不堪
作曲：織田哲郎　編曲：明石昌夫
  - 第十一張單曲「即使悠遊在愛裡疲憊不堪／Boy」其中一首。
8. 明明離你那麼的近
作曲：栗林誠一郎　編曲：明石昌夫
  - 第十二張單曲。
9. Just believe in love
作曲：春畑道哉　編曲：葉山武
  - 第十四張單曲。作曲者是「IN MY ARMS TONIGHT」的作曲者TUBE的成員春畑道哉。
10. 看不見愛
作曲：小澤正澄　編曲：葉山武
  - 第十五張單曲。作曲者是PAMELAH的成員小澤正澄。
11. MY FRIEND
作曲：織田哲郎　編曲：葉山武
  - 第十七張單曲。
12. 敞開心扉
作曲：織田哲郎　編曲：池田大介
  - 第十八張單曲。
13. 永遠 (Intro Piano Version)
作曲・編曲：徳永曉人
  - 第二十二張單曲。
14. 轉動命運之輪 (Re-mix Version)
作曲：栗林誠一郎　編曲：池田大介
  - 第二十五張單曲。

## 首次的演唱會
- 有关当局计划通过邮寄随着专辑附送的明信片，ZARD的粉丝将会有获得机会参加ZARD第一次的个人现场演唱会，但是决定只选出其中的600个人。在那个时候，ZARD在媒体前曝光率有限，所以提升了现场演唱会的价值，邮寄申请的人数却达到了100多万人，倍数高达5000倍[4]。

- 這場現場演唱會於1999年8月31日在 「太平洋維納斯（意譯）」（日語：ぱしふぃっくびいなす）號客輪上舉行。 第二天，朝日電視臺的 《スーパーモーニング（日语：超級早晨）》在演唱會當天播出了一個特別節目，介紹了 《世界はきっと未來の中（日语：世界必定會在未來之中）》的現場演出。 不久之後，《NO.》和《CD NEWS》也播出了同樣的內容。